# Hugo Gyldmark
Hugo Gotfred Skovgaard Gyldmark f. Nielsen (28. juni 1899 i København – 7. september 1971 smst) var en dansk komponist og orkesterleder.
Hugo Gyldmark var søn af skuespilleren Oscar Nielsen og blev blev født som den 3. i en søskendeflok på fire brødre, der alle blev musikere. Hugo spillede cello, og hans første engagement som orkestermusiker fik han allerede som 15-årig i Nakskov. Tilbage i København dannede han sammen med brødrene Leonard og Sven Gyldmark-trioen, der bl.a. spillede til stumfilmforevisninger. Han optrådte også under navnet Sid Merriman.